# Аксакатасай
Аксакатаса́й, Аксаката́ или Аксагатаса́й (узб. Oqsoqotasoy/Оқсоқотасой) — горная река (сай) в Ташкентской области Республики Узбекистан, наиболее крупный левый приток реки Чирчик.

## Этимология названия
Название сая восходит к преданиям об Аксакате — дословно, «хромом отце». Под этим именем известен местночтимый святой, благодаря которому якобы чудесно возникла река.

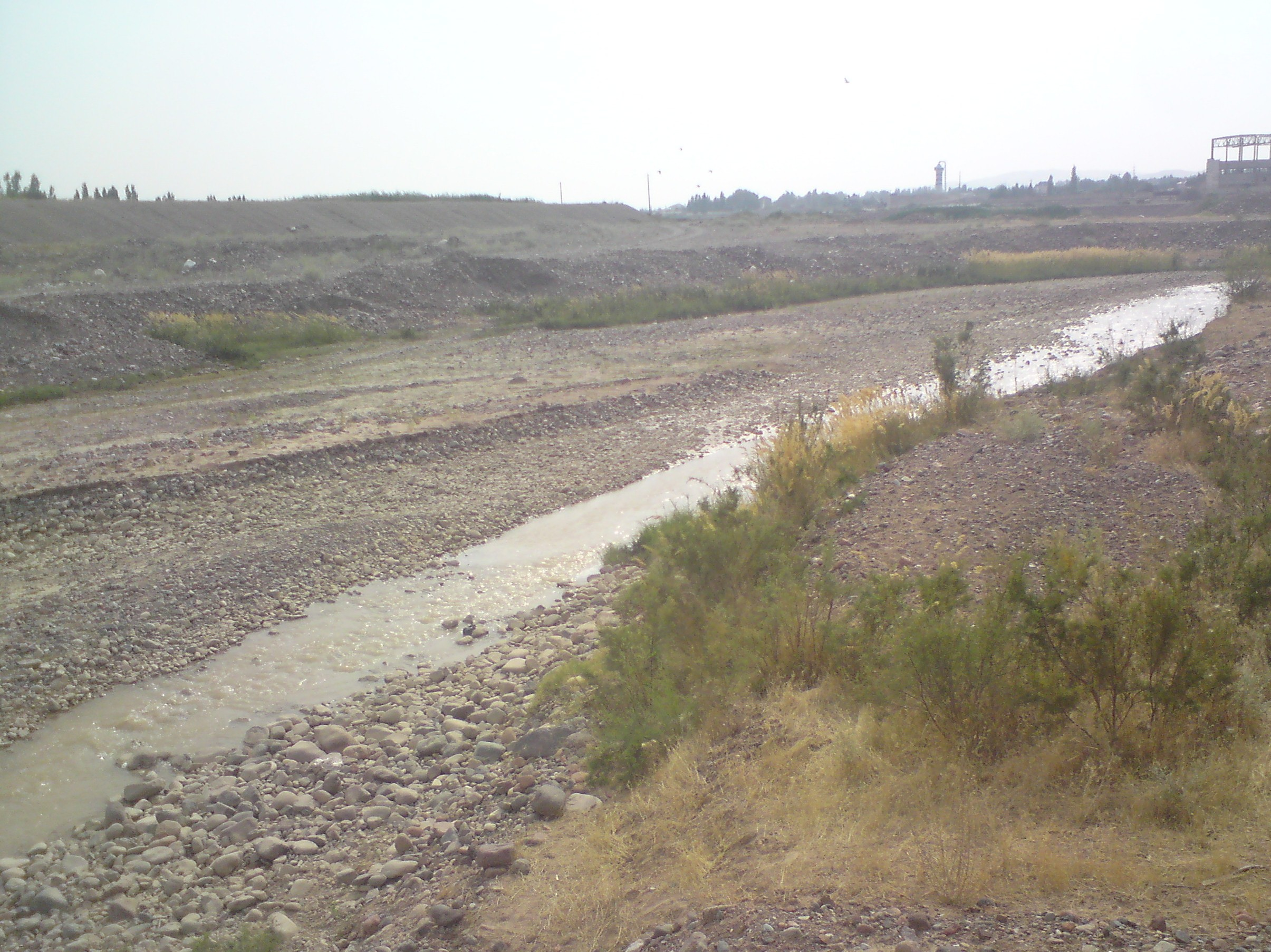
Аксакатасай в августе (близ устья)

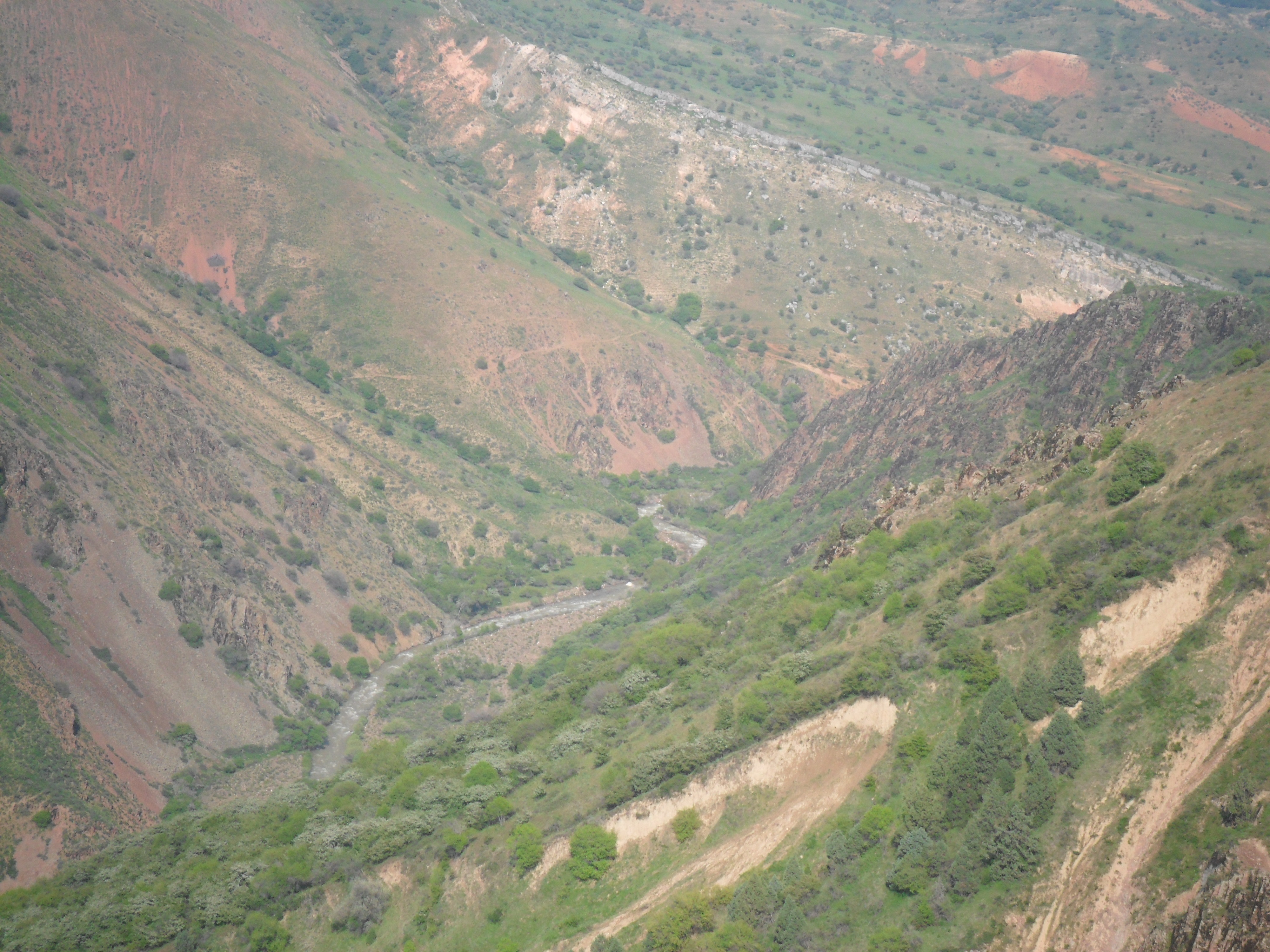
Долина Аксакатасая

## Гидрологическая характеристика
Длина Аксакатасая составляет 48 км, площадь бассейна, согласно Национальной энциклопедии Узбекистана, равна 453 км², в работе В. Е. Чуба сообщается площадь водосбора выше селения Карамазар в низовьях, равная 456 км². Средняя высота водосбора от селения Карамазар составляет 1840 м. Питание реки преимущественно снеговое и дождевое, из-за чего уровень воды испытывает резкие сезонные колебания. Река многоводна с апреля по июнь (особенно в мае), когда расход воды достигает 72,1 м³/с, и маловодна с июля по октябрь, когда он уменьшается вплоть до 1,1 м³/с. Среднегодовой расход воды, измеренный близ селения Карамазар, равен 6,14 м³/с, объём стока за год — 193 млн м³, средний модуль стока — 13,6 л/с·км², слой стока — 427 мм/год, по данным 18 лет наблюдений (в 1941—1987 годах) коэффициент изменчивости стока составляет 0,380. Аксакатасай слева и Угам справа являются двумя самыми крупными притоками Чирчика и единственными непересыхающими притоками на протяжении всего года.

## Течение реки
Аксакатасай начинается от слияния водотоков родникового происхождения в юго-западной части Чаткальского хребта близ горы Текташ. Водоразделом истоков Аксакаты и реки Реваште является холмистое плато со степной растительностью — урочище Актахта. В верховьях представляет собой ручей, проходящий в узкой и глубокой теснине. Вначале имеет западное направление течения, за горой Чарктау постепенно поворачивает к северо-западу. В низовьях, перед впадением в Чирчик, образует широкую долину с каменисто-галечниковым руслом.
В районе города Газалкент пересекается с Паркентским магистральным каналом. Впадает в Чирчик на нижнем бьефе Газалкентского гидроузла (на правом берегу Чирчика поблизости располагается железнодорожная станция Барраж). В конусе выноса Аксакатасая ведётся разработка и добыча инертных (нерудных) материалов.
По берегам реки расположены населённые пункты Тутомгалы, Конурдек, Шулдак, Алчалы, Учбау, Гиджал, Чехчим, Карамазар. На предгорной равнине в междуречье Гальвасая и Аксакатасая построен город Газалкент.

## Благоустройство
В 2010 году в рамках борьбы с селями и разрушительными паводками были проведены работы по укреплению берегов Аксакатасая, используя фрагменты бетона и камня. Также производился ремонт мостов через реку.

## Археологические памятники
В Средние века в устье Аксакатасая, на месте современного Газалкента, располагался крупный город, имевший чётко выделенную цитадель, шахристан (центральную укреплённую часть) и рабад (пригород). Исторические источники X века упоминают его под именем Газак или Газал.

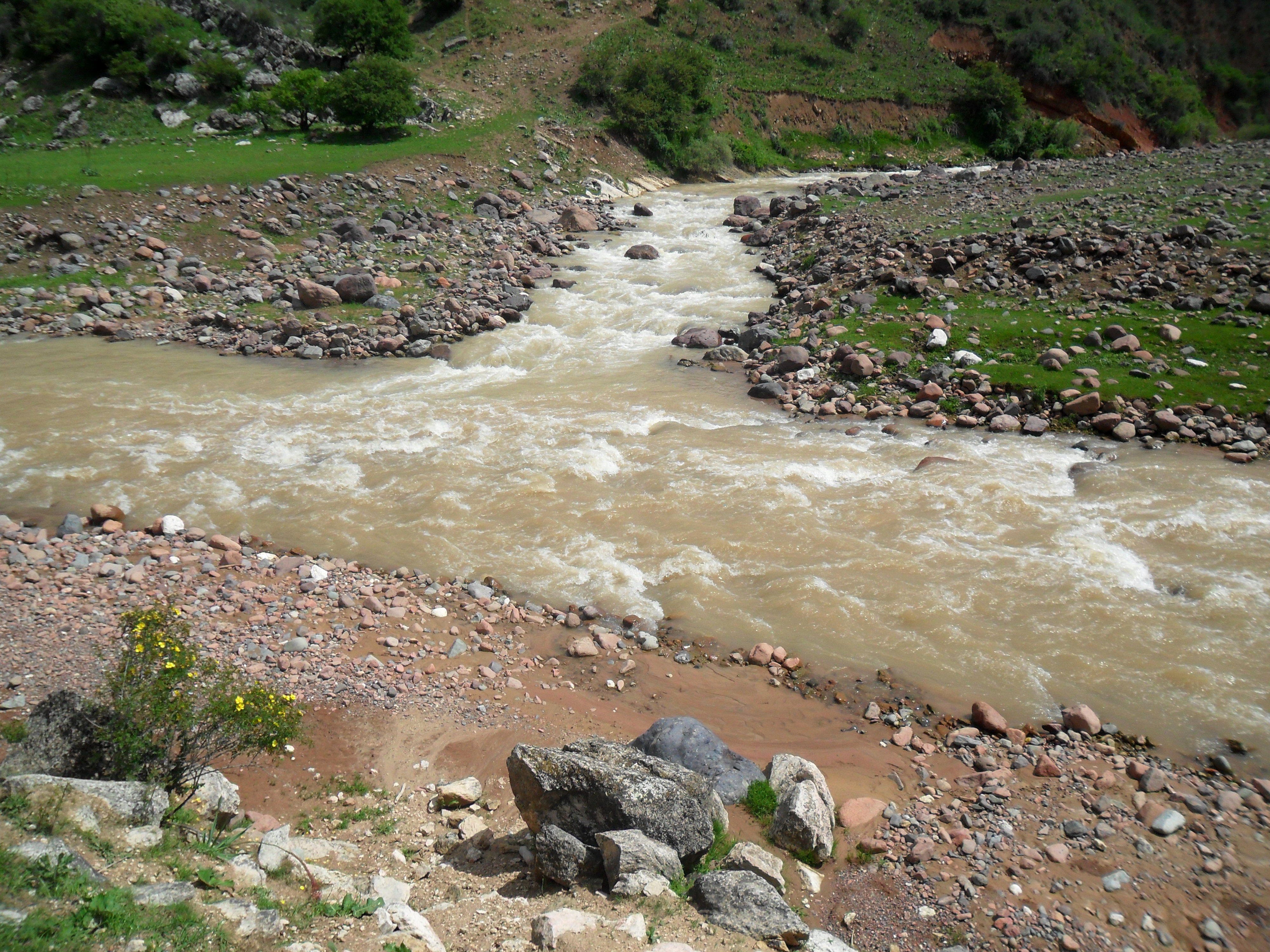
Нуреката впадает в Аксакатасай

## Палеонтологическая находка
В 2013 году в неогеновых отложениях правого берега Аксакатасая были обнаружены зубы акулы (в период неогена данная территория была затоплена морскими водами). Находку сделали студенты факультета геологии Национального университета Узбекистана.

## Притоки Аксакатасая
Некоторые притоки Аксакатасая (указаны в последовательности их впадения): Карангур (справа), Текели (справа), Арпатакты (справа), Кашкасу (слева), Коспа (слева), Кызылбастау (слева), Нурекатасай (справа), Архыт (слева), Казахсай (справа), Бельдерсай (справа), Опашаксай (справа), Шымсасай (справа), Сымчасай (справа), Посталисай (слева). Наиболее крупными притоками являются Бельдерсай и Нуреката (Нурекатасай).